# Avon Championships of Detroit 1979
Avon Championships of Detroit 1979  — жіночий тенісний турнір, що відбувся на закритих кортах з килимовим покриттям Cobo Hall & Arena в Детройті (США) в рамках циклу Avon Championships 1979. Турнір відбувся увосьме і тривав з 19 до 25 лютого 1979 року. П'ята сіяна Венді Тернбулл здобула титул в одиночному розряді й отримала за це 30 тис. доларів США.

## Фінальна частина

### Одиночний розряд
Венді Тернбулл —  Вірджинія Рузічі 7–5, 1–6, 7–6(7–4)
- Для Тернбулл це був перший титул за сезон і третій - за кар'єру.

### Парний розряд
Венді Тернбулл /  Бетті Стов —  Сью Баркер /  Енн Кійомура 6–4, 7–6

## Розподіл призових грошей
| Дисципліна       | П       | F       | 3-тє   | 4-те   | ЧФ     | 1/8    | 1/16   |
| Одиночний розряд | $30,000 | $15,000 | $7,500 | $7,200 | $3,500 | $1,750 | $1,000 |